# Onthophagus vatovai
Onthophagus vatovai es una especie de insecto del género Onthophagus, familia Scarabaeidae, orden Coleoptera.
Fue descrita científicamente por Müller en 1942.